# Neneh MacDouall-Gaye
Neneh MacDouall-Gaye, née le 8 avril 1957, est une femme politique et diplomate gambienne. Elle est la dernière ministre des Affaires étrangères de Yahya Jammeh de 2015 à 2017 et ambassadrice de Gambie aux États-Unis en 2009.

## Jeunesse et éducation
MacDouall-Gaye est née à Banjul et fréquente le lycée St Joseph d'où elle sort diplômée en 1974. Elle obtient ensuite un diplôme en communication de masse de l'Institut de formation en radio et télévision, qui fait partie du bâtiment de télévision Maspero au Caire, en 1980.

## Carrière politique
MacDouall-Gaye est initialement journaliste et rejoint Radio Gambia en 1979. Elle gagne de nombreux fans grâce à sa « voix d’or ».
MacDouall-Gaye est nommée secrétaire d'État au Commerce, à l'Industrie et à l'Emploi en 2005, poste qu'elle occupe pendant quelques mois seulement. Elle est ensuite nommée secrétaire d'État à la communication et aux technologies de l'information, jusqu'au 19 mars 2008, date à laquelle elle est remplacée par Fatim Badjie (en). Il est annoncé qu'elle deviendrait la représentante permanente de la Gambie auprès des Nations Unies, mais c'est Susan Waffa-Ogoo qui est finalement nommée à ce poste.
MacDouall-Gaye est nommée directrice générale d'Observer Company Ltd, l'éditeur du Daily Observer, le 19 juin 2008. Elle remplace Dida Halake, alors détenue au commissariat de Kotu. MacDouall-Gaye occupe ce poste jusqu'à sa nomination comme ambassadrice de la Gambie aux États-Unis le 30 janvier 2009. Parallèlement, Musa Mboob, ancien inspecteur général de la police, est nommé ambassadeur adjoint aux États-Unis. Son poste d'ambassadeur prend fin le 12 août 2009,.
Le 5 janvier 2015, MacDouall-Gaye est nommée ministre des Affaires étrangères, en remplacement de Bala Garba Jahumpa. Le 16 janvier 2017, lors de la crise constitutionnelle gambienne de 2016-2017, MacDouall-Gaye remet sa lettre de démission au président gambien Yahya Jammeh.